# Mais que Vencedor
Mais que Vencedor é o vigésimo segundo álbum de estúdio do cantor brasileiro Ozeias de Paula, lançado em 1992 pela gravadora Line Records. O disco foi produzido pelo tecladista e vocalista do Rebanhão, Pedro Braconnot.
Em 2018, foi considerado o 47º melhor álbum da década de 1990, de acordo com lista publicada pelo Super Gospel.

## Faixas
1. Mais Que Vencedor
2. Caminho Certo
3. Plano Original
4. No Dia Que Entreguei Minha Vida A Ti
5. Ainda é de Manhã
6. Junto a Ti
7. Me Aceita Novamente
8. Não Faz Assim
9. Falar de Amor
10. Sangue Precioso